# Colosso de Constantino
Colosso de Constantino era uma estátua acrolítica colossal do imperador romano Constantino, o Grande (c. 280–337) que estava na abside ocidental da Basílica de Constantino, perto do Fórum Romano, em Roma. Fragmentos da estátua estão agora no pátio do Palazzo dei Conservatori, um dos Museus Capitolinos no Capitólio de Roma, acima do lado oeste do Fórum.

## Descrição
As enormes cabeça, braços e pernas do Colosso foram esculpidas em mármore branco enquanto o resto do corpo foi construído com um interior de tijolos e uma armação de madeira, provavelmente cobertos por bronze dourado. A julgar pelo tamanho dos fragmentos remanescentes, a figura, sentada num trono, tinha por volta de 12 metros de altura. A cabeça tem aproximadamente 2,5 metros de altura e cada pé tem mais de 2 metros de comprimento.
É possível a estátua tivesse nas mãos um cajado com o cristograma XP, principalmente por causa das moedas que Constantino cunhou nesta época. Uma inscrição estava esculpida abaixo da estátua:
| “ | Através deste sinal da salvação, que é o verdadeiro símbolo da bondade, resgato sua cidade e a liberto do jugo do tirano e, através deste meu ato de liberação, restaurei o Senado e o Povo de Roma ao seu antigo renome e esplendor. | ” |
|   | — Eusébio de Cesareia, História Eclesiástica. |   |

A cabeça foi esculpida num típico estilo abstrato constantiniano ("estilo imperial hierático") dos retratos romanos tardios, nos quais as outras partes do corpo são naturalísticas, incluindo calos nos dedos do pé e veias saltadas nos braços. A cabeça provavelmente tinha por objetivo transmitir a transcendência da natureza sobrenatural do imperador sobre a esfera humana, principalmente através de seus olhos maiores do que o normal que fitam a eternidade numa face rigidamente impessoal. O tratamento da cabeça é uma síntese do retratismo individualístico: o nariz curvado, a mandíbula forte e o queixo proeminente são características de todas as imagens de Constantino, com o foco do retratismo romano tardio no simbolismo e na abstração e não nos detalhes.
Constantino está entronizado nesta grande obra público em sua grandiosidade intocável, como a efígie de um deus, embora a intenção fosse refletir o Deus cristão. De acordo com Michael Grant:
| “ | Aqui estava o homem em cuja corte ...escritores acharam apropriado falar da 'face divina' e 'semblante sagrado'. O escultor concebeu este semblante como uma máscara sagrada, um poderoso objeto de culto lembrando, em escala muito maior, os ícones do futuro Império Bizantino: um ídolo animado pela presença divina e com o poder de repelir os demônios que espreitam nas imagens pagãs. | ” |
|   | — Michael Grant, The Roman Forum. |   |

## História

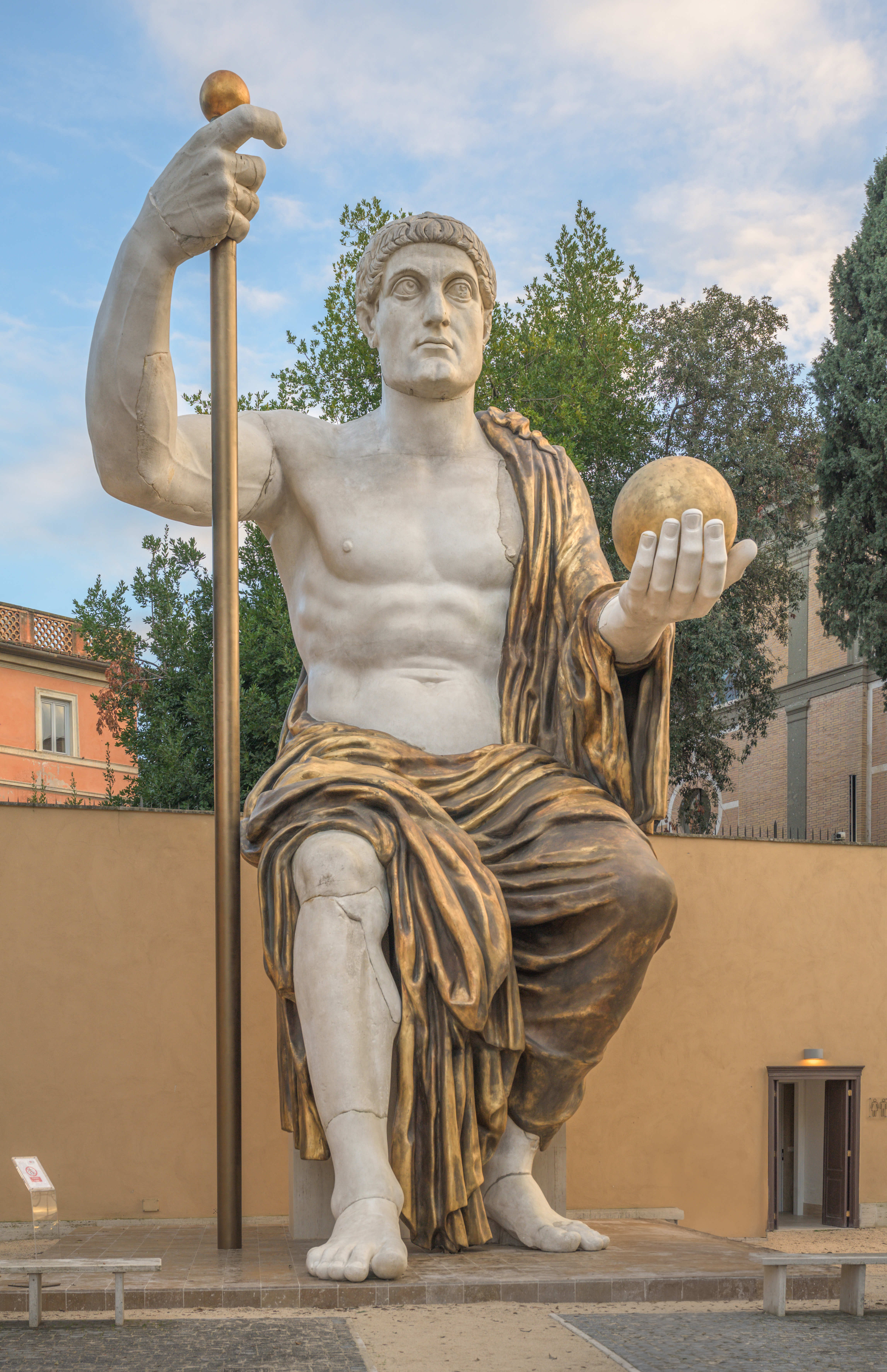
Versão reconstruída no Museu Capitolino em 2024

A construção da Basílica de Magêncio e Constantino, na fronteira norte do Fórum, começou em 307 por ordem do co-imperador Magêncio. Constantino completou a obra depois de derrotá-lo na Batalha da Ponte Mílvia em 312, mas é provável que ele tenha reorientado o edifício, mudando o local da entrada principal e acrescentando uma nova abside norte. Com isto e a instalação do colosso na abside oeste, Constantino declarou pública e visivelmente ter derrubado seu adversário derrotado. A data precisa da estátua é problemática; já se sugeriu uma data entre 312 e 315 para a criação, principalmente por conta de considerações políticas. Com base em considerações artísticas históricas, é bastante provável que tenha havido uma reforma substancial das características algum momento depois de 325.
O Colosso foi saqueado em algum momento na Antiguidade Tardia, provavelmente por causa de suas partes de bronze. As partes de mármore foram escavadas em 1487 e tudo o que restou da estátua foi levado para o pátio do Palazzo dei Conservatori por Michelangelo, que estava trabalhando no local. Os fragmentos estão arrumados no pátio da seguinte forma (da esquerda para a direita): braço direito (com o cotovelo), cabeça, joelho direito, mão direita, canela esquerda, pé direito, joelho esquerdo, restos de uma coluna e o pé esquerdo. Curiosamente, há duas mãos direitas entre os restos, ligeiramente diferentes entre si. Uma explicação é que a estátua teria sido reformada em algum momento no final do reinado de Constantino e uma mão segurando um cetro teria sido substituída por uma outra segurando o cajado com o símbolo cristão.
Os fragmentos de mármore foram restaurados entre 2000 e 2001.